# أم بي أس تي في
JOOY-DTV هي عبارة عن قناة يابانية يقع مقرها في أوساكا يتم اعتبارها علي إنها إم بي إس تي في (باليابانية : MBSテレビ و تُنطق باليابانية : إمو بي إيسو تيليبي) أو كما تعرف سابقاً باسم نظام بث تلفاز ماينيتشي تُنطق باليابانية : ماينيتشي هوسو تيليبي ‎ (باليابانية : 毎日放送テレビ)

## البرامج (الأوقاتبتوقيت اليابان)

### تلفزيون
الأخبار
- أخبار إم بي سي (MBS ニ ュ ー ス)
- VOICE - برنامج إخباري من أيام الأسبوع في منطقة كانساي

المعلومات
- تشيتشين بويبوي (ち ち ん ぷ い ぷ い) - فقط على إم سي بي من 14:55 حتى 17:45 في أيام الأسبوع
- شيتوكو! (知 っ と こ!) - بث وطني من 8:00 حتى 9:25 يوم السبت
- سيانين! (せ や ね ん!) - فقط على إم بي إس من 9:25 حتى 12:54 يوم السبت

طعام ومنوعات
- مطعم ماكي ماجيك (水 野 真 紀 の 魔法 の レ ス ト ラ ン) - على إم بي إس من الساعة 18:55 يوم الاثنين

متنوعة البث الوطني
- سكوب من قبل الزوجات اليابانيات في العالم (世界 の 日本人 妻 は 見 た!) - البث الوطني من الساعة 19:56 كل يوم ثلاثاء
- معركة الضغط (使 え る 芸 能人 は 誰 だ!؟ プ レ ッ シ ャ ー バ ト ル) - البث الوطني من الساعة 19:00 يوم الخميس
- En-Pare (エ ン パ レ) - بث وطني من الساعة 22:00 يوم الأحد
- البرنامج السابق
  - قيمة باريباري (世界 バ リ バ リ バ リ ュ ー)

متنوعة منتصف الليل
- Akashiya TV (痛快! 明石 家 電視台) - على MBS من الساعة 23:58 يوم الاثنين
- Gobugobu (ご ぶ ご ぶ) - على محمد بن سلمان من الساعة 23:58 يوم الثلاثاء
- Rokemitsu -the World- (3 رحلات في الموقع، ロ ケ み つ ザ ・ ワ ー ル ド) - على MBS و BSN و BSS و KUTV و RKK من الساعة 23:58 يوم الخميس، وكذلك على CBC و RSK و OBS و ITV و TBS و UTY على أيام مختلفة

وثائقي
- Jonetsu-Tairiku (情 熱 大陸) - بث وطني من الساعة 23:00 يوم الأحد، من تقديم Asahi Breweries و Mazda
- فيديو وثائقي Kanasi (映像) - فقط على MBS في منتصف ليل يوم الأحد الثالث من كل شهر (من 24:50)

دراما من إنتاج MBS
- Dorama 30 (- سبتمبر 2008)
  - Inochino Gembakara (い の ち の 現場 か ら シ リ ー ズ)
  - Ya ، Ku ، So ، Ku (ヤ ・ ク ・ ソ ・ ク)
  - مصمم (デ ザ イ ナ ー)
  - الابنة في سينتو العام! ؟ (銭 湯 の 娘! ؟ )
  - Gakincho ~ Return Kids ~ (が き ん ち ょ ～ リ タ ー ン ・ キ ッ ズ ～) ، إلخ.

- هيرودورا (نوفمبر 2008 - مارس 2009)
  - الباندا قادم إلى المدينة (パ ン ダ が 町 に や っ て く る)
  - أوشابري (お ち ゃ べ り)

- دراما منتصف الليل الجمعة (2009-2010)
  - دريفتنج نت كافيه (漂流 ネ ッ ト カ フ ェ)
  - تي أوه (帝王)
  - شينيا شوكود (深夜 食堂)
  - صانع السلام (新 撰 組 صانع السلام)

- الخميس منتصف الليل دراما 1 (2010-2011)
  - أكيتشي الثالث (三代 目 明智 小五郎 〜 今日 も 明智 が 殺 さ れ る 〜)
  - دوهيو فتاة! (土 俵 ガ ー ル! )
  - Ushijima the Loan Shark (闇 金 ウ シ ジ マ く ん)
  - الرباعية (カ ル テ ッ ト)

- السبت دراما منتصف الليل (2011)
  - فتاة العضلات! (マ ッ ス ル ガ ー ル! )
  - أراكاوا تحت الجسر (荒 川 ア ン ダ ー ザ ブ リ ッ ジ)

- الخميس منتصف الليل دراما 2 (2011–)
  - شينيا شكود 2 (深夜 食堂 2)
  - Kazoku Hakkei - Nanase ، Telepathy Girl's Ballad (家族 八景 Nanase ، Telepathy Girl's Ballad)
  - شرطة الأطفال (コ ド モ 警察)

- خاص
  - سين نو ريكيو (千 利 休) (1990) - الذكرى الأربعون
  - رسالة - مدير الرسائل التجارية توشي سوغياما- (メ ッ セ ー ジ 〜 伝 説 の CM デ ィ レ ク タ ー ・ 杉山 登 志 〜) (2005) - الذكرى الخامسة والخمسون، مقدمة من شيسيدو
  - مرحاض نو كاميساما (ト イ レ の 神 様) (2011) - الذكرى الستون، مقدم بشكل رئيسي من قبل INAX
  - Hanayome no Chichi (花嫁 の 父 ، أشعل. «والد العروس» (2012) - الذكرى الستون
  - RUN60 (2012) (الأربعاء 26:30 بتوقيت اليابان (02:30 صباحًا) إلى 27:00 بتوقيت اليابان (03:00 صباحًا)) - من إنتاج وتقديم Universal Music Japan ، استنادًا إلى الفيلم القصير الذي يحمل نفس العنوان 

رياضة
- مع النمور: MBS Tigers Live
- البطولة الوطنية للبيسبول في المدرسة الثانوية (選 抜 高等学校 野球 大会 ، نصف النهائي والنهائي)
- البطولة الوطنية للرجبي في المدرسة الثانوية (全国 高等学校 ラ グ ビ ー フ ッ ト ボ ー ル 大会)
- Tsuruya أوبين
- ماسترز GC السيدات
- ميزونو كلاسيك
- بطولة دنلوب فينيكس
- كوشين بول (甲子 園 ボ ウ ル ، بطولة كرة القدم الأمريكية ، حتى عام 2008)
- عروض أتحاد بوابة التنين

## روابط خارجية
- الموقع الرسمي